# Deskati
Deskati (griego: Δεσκάτη) es un municipio de la República Helénica perteneciente a la unidad periférica de Grevená de la periferia de Macedonia Occidental.
El actual municipio se formó en 2011 mediante la fusión de los antiguos municipios de Chasia y Deskati, que pasaron a ser unidades municipales. El municipio tiene un área de 431,638 km², de los cuales 268,946 pertenecen a la unidad municipal de Deskati. La comunidad de Deskati abarca un área de 126,387 km².
En 2011 el municipio tiene 5852 habitantes, de los cuales 4294 viven en la unidad municipal de Deskati.
Se sitúa en un área montañosa en el extremo meridional de la periferia. La localidad se ubica sobre la carretera 26, a medio camino entre Grevená y Elassona.